# PZL.19
PZL.19 – polski samolot sportowy projektu inżynierów Jerzego Dąbrowskiego i Franciszka Misztala opracowany i oblatany w 1932 roku w Państwowych Zakładach Lotniczych.

## Historia
Samolot PZL.19 został opracowany na zamówienie Ministerstwa Komunikacji dla potrzeb zawodów Challenge 1932 mających się odbyć w roku 1932.

## Służba w lotnictwie
Samolot ten był wykorzystywany w  lotnictwie sportowym, biorąc udział w rajdach i zawodach.
W roku 1932 wszystkie trzy samoloty PZL.19 wzięły udział w międzynarodowych zawodach samolotów sportowych Challenge 1932. W ocenie technicznej zostały pokonane jedynie przez polskie RWD-6, lecz rajd nie był tak udany. Jerzy Bajan ukończył zawody na 11. miejscu, Ignacy Giedgowd na 18., a Bolesław Orliński musiał wycofać się z powodu choroby. 11 września 1932 wszystkie samoloty wzięły udział w mityngu lotniczym w Pradze.
W polskich aeroklubach był używany do zawodów i rajdów takich jak wykonany w maju 1933 roku przez kapitanów Bajana i Dudzińskiego rajd dwóch samolotów na trasie Warszawa – Charków – Leningrad – Lwów – Wiedeń długości 4063 km (zajęły one 1. i 2. miejsce w rajdzie gwiaździstym do Wiednia). Wzięły następnie udział w 1. Locie Alpejskim, podczas którego jednak SP-AHI został rzucony przez wiatr na drzewa po starcie z Baltant koło Treibach i spłonął (załoga Jerzy Bajan i Gustaw Pokrzywka uratowała się).
11 września 1933 SP-AHH rozbił się koło Kazania podczas próby bicia rekordu odległości lotu na trasie Warszawa-Krasnojarsk. Samolot prawdopodobnie wpadł w korkociąg w locie w chmurach (na skutek zawirowania powietrza), został wyprowadzony tuż nad ziemią, lecz uderzył o nią skrzydłem. W wypadku zginął pilot Józef Lewoniewski, drugi członek załogi został lekko ranny. Ostatni PZL.19 był używany w Aeroklubie Poznańskim do 1935, kiedy został spisany.

## Przeznaczenie
Samolot był budowany pod kątem uzyskania możliwie dużej prędkości lotu i konstruktorzy odnieśli tu duży sukces. Był to najszybszy samolot sportowy polskiej konstrukcji do końca 1933 roku. W wersji rajdowej miał duży udźwig użyteczny w stosunku do swojej masy – obok samoloów PWS-52 i RWD-5bis miał największy udźwig z polskich samolotów sportowych. Jednakże staranne oprofilowanie goleni podwozia i płat bez wzniosu sprawiły, że samolot miał konstrukcyjnie mały zapasy stateczności, szczególnie bocznej (w ślizgu). Cecha ta była przyczyną utraty w wypadkach 2 maszyn. Rozwinięciem tej konstrukcji był samolot PZL.26.

## Konstrukcja
Metalowy duralowy dolnopłat ze stałym podwoziem. Wyposażony w klapy i sloty. Samolot był wyposażony w silnik rzędowy de Havilland Gipsy III o mocy 130 KM. W wersji rajdowej (SP-AHH) zamontowano następnie większy (657 litrów) zbiornik paliwa i przesuniętą kabinę drugiego członka załogi.